# Renosterberg
Renosterberg (officieel Renosterberg Plaaslike Munisipaliteit) is een gemeente in het Zuid-Afrikaanse district Pixley ka Seme.
Renosterberg ligt in de provincie Noord-Kaap en telt 10.978 inwoners.

## Hoofdplaatsen
Renosterberg is op zijn beurt nog eens verdeeld in vijf hoofdplaatsen (Afrikaans: nedersettings) en de hoofdstad van de gemeente is de hoofdplaats Petrusville.
- Petrusville
- Philipstown
- Phillipsvale
- Thembinkosi
- Vanderkloof